# Петар Иванишевић
Петар Иванишевић (1878–1961) био је професор, народни посланик и бан Зетске бановине у периоду 1936–1939. 

## Школовање
Петар Иванишевић рођен је у сиромашној сељачкој породици у селу Пољице у Поповом пољу 29. марта 1878, од оца Дамјана и мајке Цвијете. Имао је два брата Јова и Лаза и двије сестре Мару и Јовану,
У основну школу кренуо је 1886. и похађао је у Мостару. Школа се налазила „под Кошћелама“ у близини зграде Митрополије. То је била зграда на спрат са четири учионице. У прва четири разреда Петру су предавали Мештровић, Шикопарије, Гвозденовић и Јово Ковачевић. Живио је код стричева Иванишевића, чувене трговачке породице. Њихово богатство се мјерило са Шантићима, Јелачићима, Билићима и другим угледним мостарским породицама.  
Завршивши основну школу у Мостару, Иванишевић се 1890. уписао у први разред сарајевске гимназије. Управо те године отворена је нова зграда у коју је по доласку кренуо. Једно вријеме становао је на Башчаршији код Ристана Обрадовића заједно са Шћепаном и његовим братом Васиљем Грђићем. Због нетрпељивости према аустроугарском режиму, Иванишевић се одлучио да почетком 1893. са својим школским другом Обреном Ђурићем Козићем побјегне за Србију.
У шести разред гимназије ишао је само три мјесеца јер је дошло наређење да сви питомци морају напустити гимназију и ступити у Учитељску школу или Богословију, иначе губе „благодејање.“ Иванишевић се опредијелио за Учитељску школу. На јесен 1896. Учитељска школа је премјештена у Алексинац, а три године касније, тачније 1899. Иванишевић је положио матуру, након чега се одлучио да се врати кући. 
Чим је дошао у Требиње, почео је да тражи посао. Тих дана, преко љетњегг распуста, у новинама је изашао „натјечај“ за учитеља у Доњотузланској општини. Иванишевић је одмах конкурисао за то радно мјесто, а убрзо му је дошло писмо и да је примљен. Када је требало да крене за Тузлу, стигло му је друго писмо са кратком садржином: „Не долазите, влада није потврдила.“ 
Након неуспјеха са запослењем Иванишевић се одлучио да се упише на факултет. Прво се уписао на педагогију у Бечу, а након годину дана прешао је у Јену, гдје је студирао на Филозофском факултету. Док је био студент, Петар Иванишевић се појављује као сарадник Просветног гласника из 1903. У наредном броју поменутог часописа из исте године видимо да је Иванишевић објавио превод рада Љубомира Недића под називом: Учење о квантификацији предиката у новијој енглеској логици. 
Због недостатка финансијских средстава није успио да заврши студије у Јени, те се морао вратити у Београд, гдје се уписао на Филозофски факултет. Да би имао од чега да живи, још као несвршени студент, предавао је њемачки језик у гимназији у Лесковцу (24. октобар 1904 – 30. март 1905).Пошто је стекао диплому, радио је као суплент у гимназији у Скопљу (1. април 1905 – 1. октобар 1908) . Након што је положио професорски испит 1908. , постао је наставник – васпитач педагошке групе предмета у Богословији у Призрену, гдје је радио у периоду 1. новембра 1908 – 31. августа 1912. Призрен је напустио непосредно прије ослобођења и ступио у државну службу Краљевине Србије.

## Служба
Службовао је у Министарству просвјете и током Балканских ратова радио као војни цензор. По завршетку Балканских ратова, односно по ослобођењу Скопља, Петар је опет постављен за професора Учитељске школе, гдје је радио све до октобра 1915. У зиму исте године заједно са војском и избјеглицама повлачио се преко Црне Горе и Албаније. Послије краћег боравка у Италији, отишао је у Француску, гдје је провео остатак рата, непуне три године. У почетку је боравио у Паризу, а када је основано Српско просвјетно одјељење, упућен је за наставника у вишој основној школи у Бомун де Ломању, у близини шпанске границе. Друге године прелази у Ницу, гдје је отворена гимназија, а потом је предавао педагошку групу предмета у Српском ђачком батаљону у Жозјеу, у којем су се школовали ученици старији од осамнаест година и способни за војску. Након тога, био је шеф групе српских ђака на лицеју у Екс ан Провансу.  На дан проглашења Краљевства Срба, Хрвата и Словенаца, 1. децембра 1918. стигао је у Београд, а почетком марта наредне године враћен је на своје предратно радно мјесто, у Учитељску школу у Скопљу. Наредне године премјештен је за професора у Трећој београдској гимназији,  а одатле за Сомбор. 

## Политичка каријера
Петар Иванишевић има заслуге за отварање школа у селима: Ђедићи, Запланик и свом родном селу – Пољицу.  Као већ угледни просвјетни радник дао је допринос оснивању требињске Гимназије 1921.  Заједно са прослављеним пјесником Јованом Дучићем подржао је рад ђачке дружине „Јован Дучић“, коју су основали требињски ђаци и професори, а све са циљем да расправља о књижевности. Богат поклон у књигама послали су народни посланик Петар Иванишевић и Јован Дучић 1926. године овоме удружењу. 
Политичко дјеловање Петра Иванишевића није се огледало само у подстицању просвјетних и културних дјелатности, већ и других ствари. Први мост на ријеци Требишњици низводно од Требиња саграђен ЈЕ заслугама Петра Иванишевића. У народу познатији као Пољичка ћуприја, овај мост је први пут у историји спојио двије стране Поповог поља. Саграђен је између Иванишевићевог родног села Пољица и сусједних Седлара.
За народног посланика први пут се кандидовао на изборима одржаним 18. марта 1923. Незадовољан одлуком врха Народне радикалне странке да носилац листе у Херцеговини буде Лазар Марковић, одлучио је да самостално изађе на изборе. Његова листа проглашена је за дисидентску, а он је искључен из странке. Иако је његова листа постигла солидан изборни резултат и добила 4479 гласова, није успио да освоји посланички мандат.
На изборима одржаним 8. фебруара 1925. први пут је изабран за народног посланика као кандидат Народне радикалне странке у Требињском и Билећком срезу.
У сукобима унутар странке након смрти Николе Пашића, стао је уз Главни одбор предвођен Алексом Ацом Станојевићем. Иако је имао подршку врха НРС да за сљедеће парламентарне изборе буде предводник радикалске листе у Херцеговини, на инсистирање краља Александра I, за носиоца листе изнова је изабран Лазар Марковић. Због тога је Иванишевић поново истакао своју листу и у свим херцеговачким мјестима у којима су страначки одбори подржали Марковића оснивао нове одборе, чиме је проузроковао цијепање НРС у Херцеговини. У склопу кампање за парламентарне изборе, током 1927. био је власник, издавач и уредник радикалског листа „Херцеговина“, који је излазио у Мостару.  На изборима одржаним 11. септембра 1927. истакао је листу Велике народне радикалне странке у Мостарском округу. Иако је добио значајан број гласова (5885) и показао да ужива велику популарност међу Србима у Херцеговини, није успио да освоји посланички мандат. Како није прошао на изборима 1927, Иванишевићу се „смучила“ политика и све што је стајало са њом. Дошао је, како сам наводи: „до уверења да политика није за поштене људе и да је сва политика створена на лажи и превари.“  Ипак, био је поносан на себе јер је задобио велико повјерење гласача. Након ових избора и уласка демократа у владу, указом краља Александра, Иванишевића су премјестили за директора Учитељске школе у Неготину.
Тридесете године ХХ вијека биле су много успјешније по Петра Иванишевића од двадесетих. Оне, можемо слободно рећи, представљају врхунац у његовој политичкој каријери. Иако је „дигао руке“ од политике још 1927, Петра Иванишевића су његови Херцеговци жељели у политици. На првим парламентарним изборима у Краљевини Југославији, који су одржани 8. новембра 1931, изабран је за посланика у Љубињском и Требињском срезу као кандидат Земаљске листе генерала Петра Живковића. 
По трећи пут у својој политичкој каријери за народног посланика изабран је на изборима одржаним 5. маја 1935. као кандидат Југословенске националне странке (ЈНС) у Требињском срезуУ вријеме стварања Југословенске радикалне заједнице подржао је Милана Стојадиновића и његов политички програм, што му је помогло у даљој политичкој каријери. То је довело до његовог постављања за бана Зетске бановине 3. августа 1936. указом који су у име малољетног краља Петра II потписали намјесници, кнез Павле, Раденко Станковић, Иво Перовић и предсједник министарског савјета и министар унутрашњих послова Милан Стојадиновић.Петар Иванишевић најдуже је био бан од свих личности које су столовале на Цетињу, сједишту Зетске бановине. У вријеме када је руководио Зетском бановином покренути су значајни пројекти у погледу мелиорације, проширења путне мреже и изградње водовода. Мелиорациони радови извођени су у околини Будве, у Конавлима, око Фатнице, Гацка, Никшића, Плава, Буљарице, Бара и Стона. Међу значајнијим улагањима у инфраструктурне објекте истиче се изградња путева којима је требало повезати Требиње и Цетиње, односно Херцеговину и Црну Гору. Изградња нових саобраћајница била је од посебног значаја за Бановину која готово да није имала жељезничку инфраструктуру. Изграђен је пут Шавник–Пљевља, а почела је и изградња путева Пријепоље – Бијело Поље, Нови Пазар – Беране, Биоче–Колашин, Цетиње–Вирпазар, Иванова Корита – Ловћен и други. Осим тога, изграђено је више десетина километара водовода, пошто је снабдијевање питком водом било један од највећих проблема Зетске бановине. Велики број чатрња (цистерни) за воду изграђених за вријеме бановања Петра Иванишевића и данас се у народу среће под називом „Пероваче“. 
Изградњом хотела и привлачењем нових туриста из земље и иностранства, као и ширењем туристичке понуде на унутрашњост Бановине направљени су значајни кораци у погледу развоја туризма. Узгојем нових култура, као  што су лимун и наранџа, подизањем нових и великих засада, нарочито у околини Бара, урађено је много и на развоју воћарства.
Непосредно након пријема код кнеза Павла Карађорђевића 19. априла 1939.  изашао је указ о пензионисању бана Петра Иванишевића.На банском мјесту наслиједио га је Божидар Крстић. По одласку у пензију настанио се у Београду, гдје је живио са супругом Вукосавом.Ту је провео период окупације и живио до краја живота. Послије Другог свјетског рата често је долазио у своје родно село Пољице.Преминуо је 2. априла 1961. и сахрањен је на Новом гробљу у Београду.

## Одликовања
- Указом краља Александра I Карађорђевића од 27. јануара 1922. одликован је орденом Светог Саве IV реда за дотадашњи рад у просвјети.[30]
- Шестог септембра 1937. поводом рођендана Петра II Карађорђевића, указом краљевског Намјесништва, Петар Иванишевић одликован  је орденом Светог Саве I реда. [31]